# Restos de la Torre de Santa Isabel de Carrillo
Los restos de la Torre Santa Isabel de Carrillo o Nova', conocida también como Torre de Moncofa, Torre Forçada, Torre Caída o Torre Beniesma, son los restos de una torre defensiva sita en la conocida como playa Beniesma ubicada al sur del Grao del municipio español de Moncófar, Plana Baja, en la provincia de Castellón, que están catalogados, de manera genérica como Bien de interés cultural, con anotación ministerial R-I-51-0011216, con fecha de anotación 9 de septiembre de 2004.
Su construcción se llevó a cabo antes de la expulsión de los moriscos en 1609. El hecho de tener otros nombres parecidos a los de otras torres costeras hace que en ocasiones se confunda con otras tantas también desaparecidas.
La torre integraba un sistema de torres vigía, que se construyeron por toda la costa con la intención de defender los embarcaderos y poblaciones costeras de los diversos ataques de piratas.
Actualmente no queda de la torre nada más que unos pocos restos que quedan cubiertos con la crecida del mar.